# Mangidrano
Mangidrano is een plaats en commune in het noorden van Madagaskar, behorend tot het district Bealanana, dat gelegen is in de regio Sofia. Tijdens een volkstelling in 2001 telde de plaats 12.924 inwoners.
De plaats biedt naast lager onderwijs ook middelbaar onderwijs aan. 98,5 % van de bevolking werkt als landbouwer. Het belangrijkste landbouwproduct is rijst; andere belangrijke producten zijn mais en maniok. Verder is 1,5% actief in de dienstensector.